# Катноа
Катноа (фр. Catenoy) насеље је и општина у североисточној Француској у региону Пикардија, у департману Оаза која припада префектури Клермон.
По подацима из 2011. године у општини је живело 1017 становника, а густина насељености је износила 80,65 становника/km². Општина се простире на површини од 12,61 km². Налази се на средњој надморској висини од 71 метар (максималној 163 m, а минималној 53 m).

## Демографија
| 1962. | 1968. | 1975. | 1982. | 1990. | 1999. | 2011. |
| ----- | ----- | ----- | ----- | ----- | ----- | ----- |
| 608   | 625   | 749   | 763   | 1.052 | 1.094 | 1.017 |

График промене броја становника у току последњих година